# World Series of Poker 1973
IV. edycja World Series of Poker odbyła się w 1973 r. w Horseshoe Casino.

## Turnieje boczne
| Turniej                    | Zwycięzca              | Wygrana | Przegrany w finale |
| -------------------------- | ---------------------- | ------- | ------------------ |
| $1,000 Razz                | Sam Angel              | $32,000 | Nieznany           |
| $3,000 Deuce to Seven Draw | Aubrey Day             | $16,500 | Nieznany           |
| $1,000 No Limit Hold'em    | Walter "Puggy" Pearson | $17,000 | Nieznany           |
| $4,000 Seven-Card Stud     | Walter "Puggy" Pearson | $32,000 | Eric Drache        |
| $3,000 Deuce to Seven Draw | Jack Straus            | $16,500 | Nieznany           |
| Limit Ace to Five Draw     | Joe Bernstein          | $21,000 | Nieznany           |
| Five Card Stud             | Bill Boyd              | $10,000 | Nieznany           |

## Turniej Główny
W turnieju głównym wzięło udział 13 graczy. Wpisowe wynosiło $10,000.

### Stół Finałowy
| Miejsce | Gracz                  | Wygrana  |
| ------- | ---------------------- | -------- |
| 1       | Walter "Puggy" Pearson | $130,000 |
| 2       | Johnny Moss            | -        |
| 3       | Jack Straus            | -        |
| 4       | Bobby Brazil           | -        |
| 5       | Bob Hooks              | -        |
| 6       | Brian "Sailor" Roberts | -        |